# Botrynema brucei
Botrynema brucei är en nässeldjursart som beskrevs av Browne 1908. Botrynema brucei ingår i släktet Botrynema och familjen Halicreatidae. Inga underarter finns listade i Catalogue of Life.